# Trigonoplectus minutus
Trigonoplectus minutus är en skalbaggsart som beskrevs av Thomas E. Bowman III 1934. Trigonoplectus minutus ingår i släktet Trigonoplectus och familjen kortvingar. Inga underarter finns listade i Catalogue of Life.